# Amphoriscus glacialis
Amphoriscus glacialis är en svampdjursart. Amphoriscus glacialis ingår i släktet Amphoriscus och familjen Amphoriscidae. Inga underarter finns listade i Catalogue of Life.